# Vamos por M+
Vamos por M+ es un canal de televisión por suscripción español, propiedad de Telefónica. De temática exclusivamente deportiva, está orientado a ser el canal central multideporte, de la plataforma Movistar Plus+.

## Historia
Inició sus emisiones en pruebas el 10 de septiembre de 2018, tras la fusión de dos de los canales deportivos propios de la palataforma, Movistar Deportes 1 y 2, en un solo canal denominado Movistar Deportes. El inicio de su programación dio comienzo el 16 de septiembre de 2018 a las 21:30 horas. El 7 de agosto de 2019 inició sus transmisiones la señal para horecas con el nombre de «#Vamos Bar» en sustitución de Movistar Fútbol, además de dos diales auxiliares (#Vamos Bar 1-2).
El 19 de enero de 2022, el canal fue renombrado como «#Vamos por Movistar Plus+», debido a la evolución en el nombre e imagen de marca de la plataforma, que pasó de «Movistar+» a «Movistar Plus+». El 1 de agosto de 2023, el canal tomó su actual denominación de «Vamos por M+», tras una remodelación de la oferta televisiva de la plataforma Movistar Plus+, que implicaba tanto la creación como la desaparición de varios canales.

## Disponibilidad
En España, el canal está disponible en exclusiva en Movistar Plus+ en los diales 8 y 50, en alta definición para clientes de fibra y satélite, y en definición estándar para clientes de ADSL. También está disponible como canal de emisión lineal en el servicio de vídeo bajo demanda, tanto para clientes de Fusión como de Movistar+ Lite.
En Andorra está disponible en SomTV en el dial 201 en alta definición. También está disponible como canal de emisión lineal en el servicio de vídeo bajo demanda.

## Imagen corporativa

2018 - 2022
2022 - 2023
2023 - presente

## Programación
| \| Programa \| Temática \| Inicio \| \| ------------------ \| ----------------- \| ------------------------ \| \| «DeportePlus+»[11] \| Actualidad \| 16 de enero de 2023 \| \| «InfoDeportePlus+» \| Informativos \| 16 de enero de 2023 \| \| «InformePlus+» \| Documentales \| 1 de octubre de 2007 \| \| «Universo Valdano» \| Entrevistas \| 15 de septiembre de 2015 \| \| «El Día Después» \| Repaso y debate \| 8 de octubre de 1990 \| \| «El Tercer Tiempo» \| Repaso y análisis \| 17 de septiembre de 2018 \| \| «Generación NBA» \| Repaso y debate \| 1 de octubre de 2015 \| \| «Bakalá» \| Humor y archivo \| 16 de septiembre de 2018 \| | - Fútbol - Segunda División (1 P/J) - Serie A (1 P/J) - Bundesliga (1 P/J) - Baloncesto - Euroliga (2 P/J) - ACB (1 P/J) - NBA (2 P/J) |                          |
| Programa | Temática | Inicio                   |
| «DeportePlus+» | Actualidad | 16 de enero de 2023      |
| «InfoDeportePlus+» | Informativos | 16 de enero de 2023      |
| «InformePlus+» | Documentales | 1 de octubre de 2007     |
| «Universo Valdano» | Entrevistas | 15 de septiembre de 2015 |
| «El Día Después» | Repaso y debate | 8 de octubre de 1990     |
| «El Tercer Tiempo» | Repaso y análisis | 17 de septiembre de 2018 |
| «Generación NBA» | Repaso y debate | 1 de octubre de 2015     |
| «Bakalá» | Humor y archivo | 16 de septiembre de 2018 |